# Мініатюрний острів
Мініатюрний острів (ісп. La isla mínima) — іспанський фільм детективно-кримінального жанру 2014 року режисера Альберто Родрігеса котрий отримав 10 премій «Гойя».

## Сюжет
Події розгортаються в Андалусії у 1980-ті роки. Двох слідчих з Мадриду, після отримання догани, відправляють до глухої південної провінції Гвадалківіру задля розслідування загадкового зникнення та жорстокого вбивства двох дівчат-сестер. Незабаром слідчі Педро і Хуан усвідомлюють, що ця справа пов‘язана з іншими нерозкритими злочинами у регіоні.
Заплутана справа ускладнюється постійними розбіжностями між напарниками: контраст між двома головними героями — старшим слідчим з методами роботи доби диктатури Франко і молодим детективом, який прагне змін.